# VS (chanson)
Pour les articles homonymes, voir VS.
Singles de Misono
Kojin Jugyo
(2006)
VS est le 1ersingle de Misono sorti sous le label Avex Trax le 29 mars 2006 au Japon. Il atteint la 4e place du classement de l'Oricon, il reste classé pendant 10 semaines, pour un total de 40 489 exemplaires vendus. C'est le single le plus vendu de Misono à ce jour. Il sort en format CD et CD+DVD.
VS a été utilisé comme thème musical pour le jeu Tales of the Tempest sur Nintendo DS. VS se trouve sur le mini album Tales with Misono ~Best~ et sur l'album never+land où se trouve également Garasu no Kutsu. Misono a interprété ses deux chansons au Velfarre. Le thème de ce single est Blanche-Neige.

## Liste des titres
Toutes les paroles sont écrites par Misono.
| 1. | VS                                              | Susumu Nishikawa, Takahiro Izutani | 4:17 |
| 2. | Garasu no Kutsu (ガラスのくつ)                  | Misono, イズタニタカヒロ           | 5:45 |
| 3. | VS （Instrumental）                             | Susumu Nishikawa, Takahiro Izutani | 4:17 |
| 4. | Garasu no Kutsu （Instrumental） (ガラスのくつ) | Misono, イズタニタカヒロ           | 5:43 |

| 1. | VS |  |